# Arnaud Bühler
Arnaud Bühler (* 17. Januar 1985 in Baulmes) ist ein Schweizer ehemaliger Fussballspieler. Der 1,87 m grosse Abwehrspieler zählte einst zur neuen hoffnungsvollen Generation von jungen Schweizer Fussballspielern, welche mit den Jugendauswahlen Erfolge feiern konnten.

## Profikarriere

### FC Sion
Zwischen 2006 und 2014 war er beim schweizerischen Super-Ligisten FC Sion beschäftigt.

### Nationalmannschaft
Bühler konnte 15 Partien mit der U-21-Nationalmannschaft bestreiten und ein Tor erzielen.